# Силва Карвалью, Жозе да
Жозе́ да Си́лва Карва́лью (порт. José da Silva Carvalho; 19 декабря 1782, Санта-Комба-Дан, — 5 сентября 1856, Санта-Изабел) — португальский государственный деятель.

## Биография
Был судьёй; принял участие в революции 1820 года; был членом временного правительства, а в 1821 году собравшимися кортесами назначен регентом до прибытия короля Жуана VI. Король в том же году назначил его министром юстиции; это место он занимал до контрреволюции 1823 года. Победа абсолютистов вынудила его удалиться в Англию.
После смерти Жуана VI и получения страной конституционной хартии он вернулся в Португалию, но после узурпации дона Мигела вновь бежал в Англию. Восстановление конституционной монархии дало ему пост министра финансов, которого он лишился в результате переворота 1835 года. Принимал участие в неудавшемся контрперевороте 4 ноября 1836 года и вынужден был ещё раз искать спасения в Англии, пока амнистия не позволила ему вернуться на родину.
Был великим мастером Великого востока Лузитании. В 1840—1856 годах был суверенным великим командором Верховного совета ДПШУ.